# زمان (ترانه دونالد گلاور)
«زمان» (به انگلیسی: Time) ترانه‌ای از خواننده اهل ایالات متحده آمریکا دونالد گلاور با همراهی آریانا گرانده است. این ترانه در ۲۷ مارس ۲۰۲۰ منتشر شد.